# Klaus Tonner
Klaus Tonner (* 22. August 1947 in Hamburg) ist ein deutscher Jurist.

## Leben
Tonner wurde 1980 in Hamburg promoviert und habilitierte sich 1991 in Bremen. Danach hatte er Lehrstuhlvertretungen in Oldenburg, Hannover und Bremen inne.
Er war von 1994 bis 2012 Professor für Bürgerliches Recht und Europäisches Recht an der Universität Rostock und von 2006 bis 2012 Richter am Oberlandesgericht Rostock im Nebenamt. Klaus Tonner war Vorsitzender der Verbraucherzentrale Hamburg (1993–1997), Vizepräsident der Deutschen Gesellschaft für Reiserecht und ist Vizepräsident des International Forum of Tour and Travel Advocats (IFTTA). Er ist Mit-Herausgeber der juristischen Fachzeitschriften Verbraucher und Recht (VuR) und Reiserecht aktuell (RRa). Er ist seit 2023 Forschungsfellow des Instituts für Verbraucherforschung und nachhaltigen Konsum (vunk) der Hochschule Pforzheim.

## Schriften (Auswahl)
- Der Reisevertrag. Luchterhand, Neuwied 1979, ISBN 3-472-11087-2.
- Verbraucherschutz im Recht des Immobilienmaklers. Luchterhand, Neuwied 1981, ISBN 3-472-01009-6.
- Reiserecht in Europa. Luchterhand, Neuwied 1992, ISBN 3-472-00946-2.
- Das Recht des Time-sharing an Ferienimmobilien. Beck, München 1997, ISBN 3-406-42948-3.
- Welche rechtlichen Folgerungen ergeben sich aus der unbefriedigenden Praxis der Insolvenzabsicherung von Reiseveranstaltern? Rechtswissenschaftliches Gutachten. AgV, Bonn 1998, ISBN 3-88835-100-6.
- Verbraucherrecht, Nomos, Baden-Baden, h.g. von Marina Tamm, Klaus Tonner und Tobias Brönneke, 3. Auflage 2024, 4. Auflage für 2024 angekündigt (ohne Marina Tamm), ISBN 978-3-8487-5928-6

- Literatur von und über Klaus Tonner im Katalog der Deutschen Nationalbibliothek